# Saint-Alban-les-Eaux
Saint-Alban-les-Eaux é uma comuna francesa na região administrativa de Auvérnia-Ródano-Alpes, no departamento de Loire. Estende-se por uma área de 7,75 km². Em 2010 a comuna tinha 973 habitantes (densidade: 125,5 hab./km²).